# Uloborus danolius
Uloborus danolius là một loài nhện trong họ Uloboridae.
Loài này thuộc chi Uloborus. Uloborus danolius được Benoy Krishna Tikader miêu tả năm 1969.